# Енас Мостафа
Енас Мостафа Юссеф Ахмед (нар. 1 січня 1989) — єгипетська борчиня вільного стилю, дворазова чемпіонка, срібна та триразова бронзова призерка чемпіонатів Африки, чемпіонка Африканських ігор, учасниця двох Олімпійських ігор.

## Біографія
Боротьбою почала займатися з 2005 року. Чемпіонка Африки 2009 року серед юніорів. Того ж року на світовій юніорській першості посіла п'яте місце.
Виступає за борцівський клуб «Ель Моасаса» з Александрії.
Служить у Збройних силах Єгипту в чині капітана. У 2014 році стала срібною призеркою чемпіонату світу з боротьби серед військовослужбовців.

## Спортивні результати на міжнародних змаганнях

### Виступи на Олімпіадах
| Змагання                    | Збірна | Вагова категорія          | Місце |
| --------------------------- | ------ | ------------------------- | ----- |
| Літні Олімпійські ігри 2016 | Єгипет | жіноча боротьба, до 69 кг | 5     |
| Літні Олімпійські ігри 2020 | Єгипет | жіноча боротьба, до 68 кг | 14    |

### Виступи на Чемпіонатах світу
| Змагання                        | Збірна | Вагова категорія          | Місце |
| ------------------------------- | ------ | ------------------------- | ----- |
| Чемпіонат світу з боротьби 2010 | Єгипет | жіноча боротьба, до 67 кг | 13    |
| Чемпіонат світу з боротьби 2014 | Єгипет | жіноча боротьба, до 69 кг | 18    |
| Чемпіонат світу з боротьби 2015 | Єгипет | жіноча боротьба, до 69 кг | 8     |

### Виступи на Чемпіонатах Африки
| Змагання                         | Збірна | Вагова категорія          | Місце  |
| -------------------------------- | ------ | ------------------------- | ------ |
| Чемпіонат Африки з боротьби 2009 | Єгипет | жіноча боротьба, до 72 кг | Бронза |
| Чемпіонат Африки з боротьби 2010 | Єгипет | жіноча боротьба, до 67 кг | Срібло |
| Чемпіонат Африки з боротьби 2011 | Єгипет | жіноча боротьба, до 63 кг | Бронза |
| Чемпіонат Африки з боротьби 2012 | Єгипет | жіноча боротьба, до 63 кг | Бронза |
| Чемпіонат Африки з боротьби 2014 | Єгипет | жіноча боротьба, до 69 кг | Золото |
| Чемпіонат Африки з боротьби 2015 | Єгипет | жіноча боротьба, до 69 кг | Золото |

### Виступи на Африканських іграх
| Змагання              | Збірна | Вагова категорія          | Місце  |
| --------------------- | ------ | ------------------------- | ------ |
| Африканські ігри 2015 | Єгипет | жіноча боротьба, до 69 кг | Золото |

### Виступи на Чемпіонатах світу серед військовослужбовців
| Змагання                                                  | Збірна | Вагова категорія          | Місце  |
| --------------------------------------------------------- | ------ | ------------------------- | ------ |
| Чемпіонат світу з боротьби серед військовослужбовців 2014 | Єгипет | жіноча боротьба, до 69 кг | Срібло |

### Виступи на інших змаганнях
| Змагання                                                       | Збірна | Вагова категорія          | Місце  |
| -------------------------------------------------------------- | ------ | ------------------------- | ------ |
| Турнір Дана Колова — Николи Петрова 2009                       | Єгипет | жіноча боротьба, до 67 кг | 4      |
| Середземноморський чемпіонат з боротьби 2010                   | Єгипет | жіноча боротьба, до 67 кг | Срібло |
| Олімпійський кваліфікаційний турнір з боротьби 2012 (Марракеш) | Єгипет | жіноча боротьба, до 63 кг | Бронза |
| Золотий Гран-прі з боротьби 2013 (Сассарі)                     | Єгипет | жіноча боротьба, до 67 кг | Бронза |
| Золотий Гран-прі з боротьби 2013 (Баку)                        | Єгипет | жіноча боротьба, до 67 кг | Бронза |
| Турнір Дана Колова — Николи Петрова 2014                       | Єгипет | жіноча боротьба, до 69 кг | 7      |
| Турнір Дана Колова — Николи Петрова 2015                       | Єгипет | жіноча боротьба, до 69 кг | 9      |
| Олімпійський кваліфікаційний турнір з боротьби 2016 (Алжир)    | Єгипет | жіноча боротьба, до 69 кг | Срібло |
| Олімпійський кваліфікаційний турнір з боротьби 2020            | Єгипет | жіноча боротьба, до 68 кг | Срібло |

### Виступи на змаганнях молодших вікових груп
| Змагання                                       | Збірна | Вагова категорія          | Місце  |
| ---------------------------------------------- | ------ | ------------------------- | ------ |
| Чемпіонат Африки з боротьби серед юніорів 2009 | Єгипет | жіноча боротьба, до 67 кг | Золото |
| Чемпіонат світу з боротьби серед юніорів 2009  | Єгипет | жіноча боротьба, до 67 кг | 5      |